# Václav Měřička
Václav August Měřička (* 18. Januar 1916 in Prag; † 15. Juni 2001 ebenda) [vaːt͡slaf mɲɛr̝ɪt͡ʃka] war ein tschechischer Ordenskundler und Verfasser zahlreicher phaleristischer Schriften.

## Leben
Měřička war der Sohn eines Universitätsprofessors in Prag. Er besuchte die deutsche Volksschule und ein tschechisches Gymnasium. Aufgrund des frühen Todes seiner Eltern übernahm sein Onkel August Kordina seine Erziehung. Er war Leibarzt des Prinzen Friedrich zu Schaumburg-Lippe. Gemeinsam mit dessen Sohn Leopold (1912–2006) erhielt Měřička eine exzellente Reitausbildung. Er trat daraufhin 1935 als Dragoner in die Tschechoslowakische Armee ein, bis er nach Unterbrechungen 1947 als Hauptmann seinen Abschied nahm.
Er betätigte sich dann im außenpolitischen Dienst des Parlaments und der tschechischen Regierung. Bedingt durch die damit verbundene Reisetätigkeit in andere Länder sowie durch Freunde und Förderer, trug Měřička in über sieben Jahrzehnten eine außergewöhnliche Sammlung an Orden und Ehrenzeichen zusammen. Bis 1998 übergab er die aus 3145 hochwertigen Objekten sowie mehr als 600 Werken seiner phaleristischen Bibliothek bestehende Sammlung an das Nationalmuseum in Prag. 
Das besondere Verdienst Měřičkas liegt in seiner Tätigkeit als Autor des ersten Abrisses der Phaleristik als Wissenschaftsdisziplin und als Sammelgebiet. Ab Mitte der 1960er Jahre publizierte er in Tschechisch, Deutsch, Englisch und Französisch eine Vielzahl von Fachpublikationen und Aufsätzen.

## Publikationen
- Orden und Auszeichnungen. Übersetzt von Hans Gaertner, bearbeitet von Fritz Kunter, Fotos von Josef Fiala, Artia, Praha 1966, DNB 577280384.
- Faleristik. Ein Buch über Ordenskunde. Übersetzt von Robert Fenzl, Fotos von Jindřich Marco, Artia, Prag 1976.
- Das Buch der Orden und Auszeichnungen. Fotos Jindřich Marco, übersetzt von Robert Fenzl, Dausien, Hanau 1976, ISBN 3-7684-1680-1.
- Orden und Ehrenzeichen der österreichisch-ungarischen Monarchie. übersetzt von Robert Fenzl, Schroll, Wien/München 1974, ISBN 3-7031-0356-6.
- Medaile Jana Zižky z Trocnova. mit Václav Plášil, Československá Společnost Přátel Drobné Plastiky, Praha 1967, DNB 575392207.